# Файдхербе, Лукас
Лукас Файдхербе — брабантский скульптор и архитектор эпохи голландского ренессанса.
Лукас Файдхербе был сыном мехеленского резчика по алебастру Хендрика Файдхербе (1577—1640). В 1636 году он отправился в Антверпен учиться у Питера Пауля Рубенса. В 1640 году ему пришлось вернуться в родной город, чтобы жениться на своей беременной невесте Марии Снейерс. В том же году он открыл свою мастерскую там как мастер. В дополнение к архитектурным проектам его работы также включали высокие алтари и гробницы для церквей. В 1658 году он подумывал переехать в Брюссель, вероятно, потому что надеялся найти там больше заказов. Однако его ходатайство о гражданских правах в Брюсселе было безуспешным, и он остался в Мехелене. Он умер в возрасте 80 лет, через 4 года после смерти жены, и был похоронен в склепе собора Святого Румбольда.